# Bryan Fiabema
Bryan Fiabema, né le 16 février 2003 à Tromsø en Norvège, est un footballeur norvégien, qui évolue au poste d'avant-centre au Lech Poznań.

## Biographie

### En club
Né à Tromsø en Norvège, Bryan Fiabema est formé par le club local du Tromsø IL. Il joue son premier match en professionnel le 14 juillet 2019, lors d'une rencontre de championnat face au FK Haugesund. Il entre en jeu à la place de Jostein Gundersen lors de ce match perdu par son équipe par cinq buts à un.
En février 2020, il signe en faveur du Chelsea FC où il est intégré à l'académie du club.
Le 6 mars 2022, Bryan Fiabema fait son retour en Norvège sous la forme d'un prêt d'une saison au Rosenborg BK. Le club dispose d'une option d'achat sur le joueur.
Le 1er septembre 2022, Fiabema est prêté pour une saison au Forest Green.
Le 10 juillet 2024 Bryan Fiabema rejoint la Pologne pour signer en faveur du Lech Poznań. Il signe un contrat courant jusqu'en juin 2027, avec une option pour une saison supplémentaire.
Il est sacré champion de Pologne pour sa participation à la saison 2024-2025,.

### En équipe nationale
Bryan Fiabema joue son premier match avec l'équipe de Norvège espoirs le 15 juin 2023, contre l'Écosse. Il est titularisé et les deux équipes se neutralisent (0-0 score final).

## Palmarès

### En club
Lech Poznań
- Championnat de Pologne (1) :
  - Champion : 2024-2025